# Игнатьевская (Афанасьевский район)
 Игнатьевская  — упразднённая в 2019 году деревняв Афанасьевском районе Кировской области России. Входил в состав Ичетовкинского сельского поселения.

## География
Деревня находится в северо-западной части области, в подзоне средней тайги, на расстоянии примерно 12 км на северо-восток от райцентра посёлка Афанасьево.

## Климат
Климат характеризуется как умеренно континентальный, с холодной продолжительной зимой и прохладным коротким летом. Средняя температура воздуха самого холодного месяца (января) составляет −14,5 °C (абсолютный минимум — −52 °С); самого тёплого месяца (июля) — 16,7 °C (абсолютный максимум — 35 °С). Годовое количество атмосферных осадков — 638 мм, из которых 310 мм выпадает в период с мая по сентябрь. Период активной вегетации длится 120 дней.

## Топоним
К 1873 году — починок Неопыльский или Игнатченки. К 1926 году деревня Игнатьевское или Неапольское. Современное название утвердилось к 1939 году.

## История
Была известна с 1873 года.
Снят с учёта 13.03.2019.

## Население
| 2010 |
| ---- |
| 0    |

К 1873 году — 3 двора и 26 жителей, в 1905 г. — 11 и 82, в 1926 г. — 20 и 86, в 1950 г. — 6 и 16.

### Национальный состав
Согласно результатам переписи 2002 года в деревне проживал один житель русской национальности.

## Инфраструктура
Было личное подсобное хозяйство.

## Транспорт
Просёлочная дорога. В «Списке населённых мест Вятской губернии 1859—1873 гг.» описана как стоящая «вверх по течению р. Камы, по правую сторону проселочной дороги, лежащей по правому берегу реки».